# IEEE 802.11af
IEEE 802.11af, также называемый White-Fi и Super Wi-Fi — это стандарт беспроводной сети для компьютеров в семействе 802.11, который позволяет использовать беспроводную локальную сеть WLAN в телевизионном диапазоне ОВЧ и УВЧ 54 и 790 МГц. Стандарт был утвержден в феврале 2014 года. Система когнитивного радио используется для передачи по неиспользованным полосам частот ТВ-канала и со стандартными мерами по ограничению помех для первичных пользователей, таких как аналоговое телевидение, цифровое телевидение и беспроводные устройства передачи данных.

## Физический уровень
Физический уровень стандарта 802.11af основан на схеме ортогонального мультиплексирования с частотным разделением канала OFDM, определённой в 802.11ac. Потеря мощности распространения сигнала при прохождении волн через кирпичные и бетонные преграды в UHF и VHF диапазонах ниже, чем в 2,4 и 5 ГГц. Используя данные значения увеличивается диапазон по сравнению с 802.11 a/b/g/n/ac стандартами. Использование канала частот шириной 6 — 8 МГц зависит от регулирующего органа страны. До четырёх каналов могут быть объединены в один или два смежных блока. Операция MIMO возможна максимум с четырьмя потоками, которые используются для пространственно-временного блочного кода STBC (Space–time block code) либо для многопользовательских Multi-user MIMO операций.

### Пропускная способность
Достижимая скорость передачи данных на один пространственный поток составляет 26,7 Мбит/с для каналов 6 и 7 МГц, 35,6 Мбит/с для каналов 8 МГц. С четырьмя пространственными потоками и четырьмя связанными каналами максимальная скорость передачи данных составляет 426,7 Мбит/с в каналах 6 и 7 МГц, 568,9 Мбит/с для канала 8 МГц. GI (Guard Interval) — длительность защитного интервала между символами.
| 0 | BPSK    | 1/2 | 1,8  | 2,0  | 2,4  | 2,7  |
| 1 | QPSK    | 1/2 | 3,6  | 4,0  | 4,8  | 5,3  |
| 2 | QPSK    | 3/4 | 5,4  | 6,0  | 7,2  | 8,0  |
| 3 | 16-QAM  | 1/2 | 7,2  | 8,0  | 9,6  | 10,7 |
| 4 | 16-QAM  | 3/4 | 10,8 | 12,0 | 14,4 | 16,0 |
| 5 | 64-QAM  | 2/3 | 14,4 | 16,0 | 19,2 | 21,3 |
| 6 | 64-QAM  | 3/4 | 16,2 | 18,0 | 21,6 | 24,0 |
| 7 | 64-QAM  | 5/6 | 18,0 | 20,0 | 24,0 | 26,7 |
| 8 | 256-QAM | 3/4 | 21,6 | 24,0 | 28,8 | 32,0 |
| 9 | 256-QAM | 5/6 | 24,0 | 26,7 | 32,0 | 35,6 |

Примечание: для других конфигураций умножайте количество пространственных потоков (до 4) и каналов (до 4).

## Регулирование государством
Точки доступа и станции определяют свою позицию с использованием спутниковой системы определения местоположения, такой как GPS, и используют Интернет для запроса базы данных геолокации (GDB), предоставляемой региональным регулирующим агентством, чтобы узнать, какие частотные каналы доступны для использования в данный момент времени и в географическом положении.
В Соединенных Штатах Федеральная комиссия по связи (FCC) разрешает работу в каналах с частотой 6 МГц между 54 и 698 МГц на телевизионных каналах 2, 5, 6, 14-35 и 38-51 с использованием базы данных геолокации до 48 часов. Для мобильных станций разрешенная мощность передачи фиксируется до 100 мВт на канал 6 МГц или 40 мВт, если соседний канал используется основным пользователем.
В Европейском союзе Европейский институт стандартов телекоммуникаций (ETSI) и Ofcom разрешают работу на частотах 8 МГц между 490 и 790 МГц, при этом предоставление GDB на срок до 2 часов. Разрешенная мощность передачи динамически устанавливается для каждой станции на основании факторов, например, географическое расстояние до следующего основного пользователя на данной частоте. Эта схема с замкнутым контуром требует, чтобы каждая станция сообщала свое местоположение после истечения таймера или после перемещения на 50 м и более, или прекратила передачу в течение 5 с, когда ему было дано указание. По сравнению с открытой схемой, используемой FCC, замкнутая схема, используемая ETSI и Ofcom, более гранулирована и позволяет более эффективно использовать спектр частот.

## Сравнение с 802.11ah
IEEE 802.11ah — это ещё один стандарт WLAN для работы под 1 ГГц, разработанный IEEE. В отличие от 802.11af, он работает в нелицензируемых диапазонах. Его основное предназначение, как ожидается, будет в сетях датчиков.

## Сравнение с 802.22
В дополнение к 802.11af, IEEE стандартизировал ещё один стандарт радиосвязи 802.22. Хотя 802.11af является стандартом беспроводной локальной сети, предназначенным для диапазонов до 1 км, 802.22 является стандартом беспроводной региональной сети (WRAN) для диапазонов до 100 км. Сосуществование стандартов 802.22 и 802.11af может быть реализовано либо в централизованных, либо распределенных манерах и на основе различных методов сосуществования.